# 邱蔚
邱蔚（1913年10月—1957年8月19日），中国人民解放军开国少将。
1929年，其参加中国工农红军，并任红3军团红5军1师1团排长、6师17团连长、营长等，参加长征。1937年1月，任红1军团1师13团副团长。抗日战争期间，担任晋察冀军区第1军分区3团副团长、1团团长、晋绥联防军教导2旅副旅长等。国共二次内战期间，任华北野战军第2兵团4纵队10旅旅长、华北野战军8纵队司令员、第一野战军第65军军长。1951年，担任中国人民志愿军20兵团副参谋长，率部参加朝鲜战争。1952年，任67军军长。1955年，授予少将军衔，荣获二级八一勋章、二级独立自由勋章、一级解放勋章。1957年8月19日，在青岛太平角海军雷达站不远的地方钓鱼时，被海浪卷入海中遇难。